# 宇文永
宇文永（？—？），字万岁，昌黎郡青棘城（今辽宁省锦州市义县）人，北魏官员。

## 生平
宇文永担任侍御史时期，为太师彭城王元勰引荐，出任彭城王长兼中尉，历任彭城王大农、彭城王郎中令，外任平北府司马，兼任西部护军，又回朝出任员外散骑常侍、假节、署理高平镇将。宇文永又转任振武将军、柔玄镇副将，升任显武将军、武兴镇将、兼任武兴郡太守，向朝廷建议在北部军镇建立州郡，转任假节、镇远将军、武川镇将，虚岁五十六时去世。正光五年十二月丁申朔八日甲申（525年1月17日）迁葬于洛阳以东。

## 其他
宇文永的儿子宇文深年仅数岁时就垒起石子作为阵营队伍，折草作旗帜，布置军队行列，都有行军排阵的阵势，宇文永见到后非常高兴的说：“你生来就这样，以后必定成为名将。”

## 家庭

### 父亲
- 宇文麒麟，北魏平北将军、营州刺史[1]

### 夫人
- 昌黎韩氏，北魏冀齐二州刺史、燕郡康公韩麒麟孙女，主文中散、宁远将军、渔阳郡太守韩兴宗之女[4]

### 子女
- 宇文测，西魏使持节、骠骑大将军、开府、大都督、绥州诸军事、侍中、绥卅刺史、广川靖伯
- 宇文深，北周骠骑大将军、开府仪同三司、司会中大夫、安化成康公